# AEW Homecoming
AEW Homecoming es un evento de lucha libre profesional producido por All Elite Wrestling (AEW). El evento fue establecido por la empresa desde el 2020 y se lleva a cabo anualmente en Daily's Place en Jacksonville, Florida; La base de operaciones de AEW. Desde el evento inaugural, Homecoming se ha realizado como un especial del programa de televisión semanal de Dynamite.

## Historia
El 1 de enero de 2020, All Elite Wrestling (AEW) celebró el especial inaugural de Homecoming, que emanó de su base de operaciones de Daily's Place en Jacksonville, Florida, como un episodio especial de Dynamite.
Debido a la pandemia de COVID-19 que comenzó a afectar a la industria a mediados de marzo de 2020, AEW realizó la mayoría de sus programas en Daily's Place; Estos eventos se llevaron a cabo originalmente sin fanáticos, pero la compañía comenzó a realizar espectáculos a un 10-15% de su capacidad en agosto, antes de ejecutar espectáculos a plena capacidad en mayo de 2021. Estos eventos no se denominaron eventos de "Regreso a casa". En mayo, AEW anunció que regresarían a las giras en vivo, comenzando con un episodio especial de Dynamite titulado Road Rager el 7 de julio. Road Rager también fue el primero de un lapso de cuatro semanas de episodios especiales de Dynamite como parte de la gira "Welcome Back" de AEW, que continuará con el Fyter Fest de dos partes el 14 y 21 de julio y luego concluirá con Fight for the Fallen el 28 de julio. A principios de julio, AEW programó un segundo episodio de Homecoming después de la conclusión de la gira "Welcome Back", regresando brevemente a AEW a Daily's Place el 4 de agosto. El evento se promociona como el evento final que se llevará a cabo en Daily's Place para el verano de 2021.

## Fechas y lugares
| Evento             | Fecha               | Lugar                         | Estadio       | Evento principal                                                       |
| ------------------ | ------------------- | ----------------------------- | ------------- | ---------------------------------------------------------------------- |
| Homecoming Edition | 1 de enero de 2020  | Jacksonville, Florida         | Daily's Place | Kenny Omega, Matt Jackson y Nick Jackson vs. Fénix, PAC & Pentagón Jr. |
| Homecoming (2021)  | 4 de agosto de 2021 | Cody Rhodes vs. Malakai Black |               |                                                                        |

## Ediciones

### 2020
Homecoming Edition fue un especial de televisión de Dynamite, tuvo lugar el 1 de enero de 2020 en el Daily's Place en Jacksonville, Florida.
- Cody (con Arn Anderson) derrotó a Darby Allin.
  - Cody cubrió a Allin con un «Roll-up».
- Riho derrotó a Dr. Britt Baker D.M.D., Hikaru Shida y Nyla Rose y retuvo el Campeona Mundial Femenino de AEW.
  - Riho cubrió a Baker después de un «Rolling Pin».
  - Después de al lucha, Rose atacó a Riho aplicándole un «Powerbomb» sobre una mesa.
- Jon Moxley derrotó a Trent? (con Chuck Taylor y Orange Cassidy).
  - Moxley cubrió a Trent después de un «Paradigm Shift».
  - Durante la lucha, Cassidy interfirió a favor de Trent.
- Sammy Guevara (con Jake Hager) derrotó a Dustin Rhodes.
  - Guevara cubrió a Rhodes después de un «Low Blow».
  - Durante la lucha, Hager interfirió a favor de Guevara.
- The Elite (Kenny Omega, Matt Jackson & Nick Jackson) derrotaron a Death Triangle (PAC, Rey Fénix & Pentagón Jr.).
  - Omega cubrió a Fénix después de un «One Winged Angel».
  - Después de la lucha, Cody salió a celebrar con The Elite.

### 2021
Homecoming 2021 fue un especial de televisión que se transmitió en vivo el 4 de agosto de 2021 por el canal televisivo estadounidense TNT como un episodio de Dynamite y producido por All Elite Wrestling desde el Daily's Place en Jacksonville, Florida.
- Chris Jericho derrotó a Juventud Guerrera en un The Five Labours of Jericho.
  - Jericho cubrió a Juventud Guerrera después de un «Diving Judas Effect».
  - Después de la lucha, Wardlow atacó a Jericho y Juventud Guerrera.
  - El combate solo podía finalizar si Jericho conectaba un ataque desde la tercera cuerda.
- Darby Allin, Eddie Kingston y Jon Moxley (con Sting) derrotaron a 2.0 (Matt Lee & Jeff Parker) y Daniel García.
  - Allin cubrió a García  después de un «Coffin Drop».
- Christian Cage derrotó a The Blade (con The Bunny).
  - Cage cubrió a The Blade después de un «Spear»
  - Durante la lucha, The Bunny interfirió a favor de The Blade, pero fue detenida por Leyla Hirsch.
- Miro derrotó a Lee Johnson (con Dustin Rhodes) y retuvo el Campeonato TNT de AEW.
  - Miro dejó inconsciente a Johnson con un «Game Over».
- Leyla Hirsch derrotó a The Bunny y ganó una oportunidad por el Campeonato Mundial Femenino de la NWA.
  - Hirsch forzó a The Bunny a rendirse con un «Cross Arm Breaker».
  - Después de la lucha, Kamille confrontó a Hirsch.
- Malakai Black derrotó a Cody Rhodes (con Dustin Rhodes).
  - Black cubrió a Rhodes después de un «Black Mass».
  - Después de la lucha, Black atacó a Rhodes.